# El ratolí a la lluna

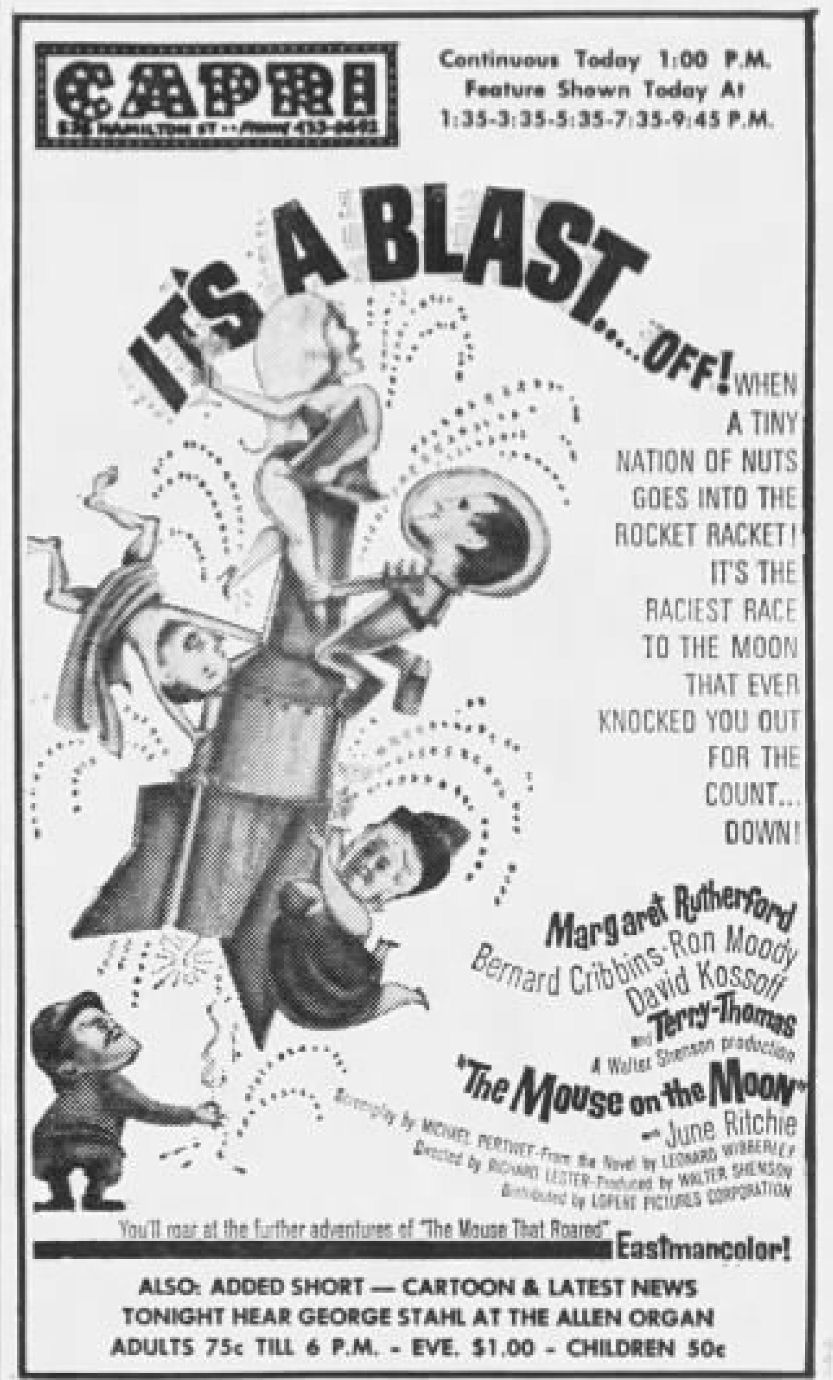
Cartell de la pel·lícula.

 El ratolí a la lluna (títol original en anglès: The Mouse on the Moon) és una pel·lícula britànica dirigida per Richard Lester, estrenada el 1963. Ha estat doblada al català.

## Argument[2]
El ducat del Gran Fenwick té un problema: el seu castell ja no té aigua calenta. Per tal de recaptar els fons necessaris per a la reparació de la fontaneria, el Gran Fenwick reclama ajuda als Estats Units, i en particular el seu departament de recerques espacials. Els russos envien també ajuda per demostrar que són igualment partidaris de la internacionalització de l'espai. Mentre el gran duc somia amb banys calents, l'únic científic de l'Estat posa a punt un coet més bé que malament. Els Estats Units i soviètics s'assabenten del llançament imminent de l'artefacte i entren llavors en una competició per ser els primers a arribar a la Lluna.

## Repartiment
- Margaret Rutherford: la Gran Duquessa Gloriana XIII
- Ron Moody: el Primer Ministre Rupert Mountjoy
- Bernard Cribbins: Vincent Mountjoy
- David Kossoff: el Professor Kokintz
- Terry-Thomas: Maurice Spender
- June Ritchie: Cynthia
- John le Mesurier: el delegat britànic
- John Phillips: el delegat americà
- Peter Sallis: el delegat rus
- Eric Barker: l'home del MI5
- Roddy McMillan: Benter
- Tom Aldredge: Wendover
- Hugh Lloyd: el lampista

## Al voltant de la pel·lícula
- Aquest film és la continuació de The Mouse That Roared de Jack Arnold

## Premis i nominacions
Nominacions
- 1964: Globus d'Or al millor actor musical o còmic per Terry-Thomas